# XB-70 발키리

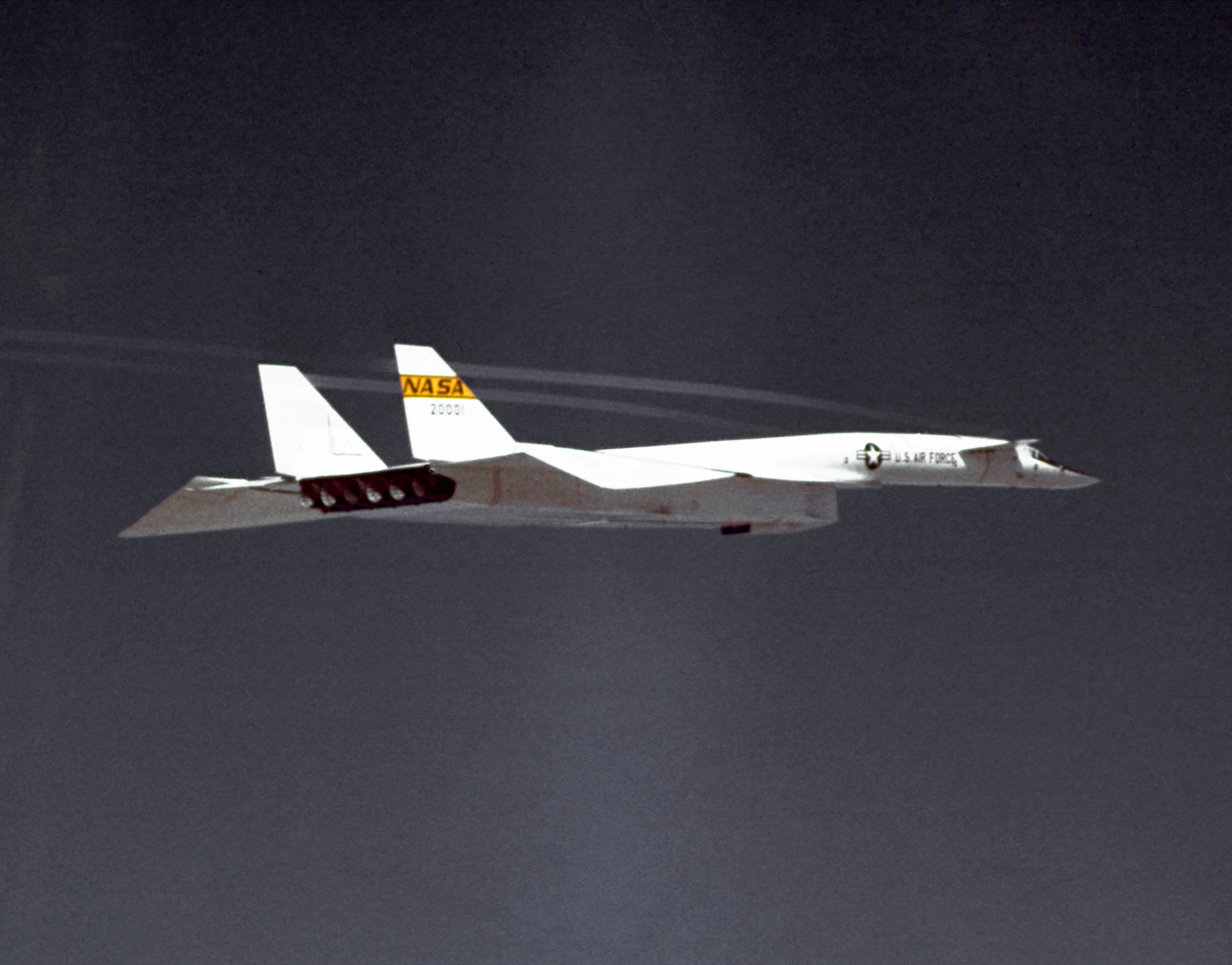

노스아메리칸 XB-70 발키리(XB-70 Valkyrie)는 1964년 노스아메리칸이 만든 미합중국 공군의 차기 고고도 핵 폭격기의 시제기다.
공군 참모 총장이었던 르메이 장군이 폭격기의 실용성에 반해 적극적으로 추천한 작품이었으나, 소련의 방공망에 잡히고 소련의 대표적인 지대공 미사일인 SA-2에게 취약했으며 이 폭격기의 엔진을 제공하는 회사가 엔진을 장착한 비행기들을 만드던 중 사고로 XB70을 포함한 2대의 전투기가 추락하는 일이 발생하여 개발이 중단되었다.

## 퇴역 및 개발취소
XB-70 발키리의 퇴역과 개발 취소에는 다양한 이유가 있었는데, 그 중에는
1. ICBM의 발달로 인해 가성비가 내려갔다.
2. 대공 방어 미사일과 대공 방어 체계가 예상외로 빠르게 발달했다. (특히 미사일은 사람이 타지 않아 G포스의 한계가 없어 매우 빠른 속도로 비행이 가능하며 사람이 빠른속도로 발사 가능하다. 그리고 미사일은 비행기에 비해 개조, 개량이 쉽다.)
3. 시대의 흐름이 바뀌면서 고고도 폭격기보다는 저고도 폭격기를 선호하게 되었다.
4. 비행할 때마다 상당한 연료비와 유지비가 소모된다.

## 차후 폭격기
차후 발리키를 대체할 폭격기로는 록웰 B-1 랜서가 등장하였다.